# Варфоломеевка (Саратовская область)
Варфоломе́евка — село в Александрово-Гайском районе Саратовской области. Основано в 1911 году.

## География
Село находится в юго-востояной части Саратовской области, на границе с Казахстаном, на балке Кривой Лиман, на расстоянии 30 км к юго-западу от села Александров Гай, административного центра района.

### Часовой пояс
Село Варфоломеевка, как и вся Саратовская область, находится в часовой зоне МСК+1. Смещение применяемого времени относительно UTC составляет +4:00.

## Население
| 2002 | 2010 | 2018 |
| ---- | ---- | ---- |
| 789  | ↘655 | ↘619 |

## Инфраструктура
В селе действуют школа, дом культуры, отделение связи.